# Hitri jurišni čoln
Hítri júrišni čôln (tudi patrúljni čôlni, sarkastično bojne ladje majhnih mornaric) je hitra, lahka, majhna vojna ladja, ki je namenjena za:
- patruljiranje,
- protipodmorniško bojevanje,
- protiladijsko bojevanje,
- minsko bojevanje.

## Hitri jurišni čolni skozi čas
- seznam hitrih jurišnih čolnov druge svetovne vojne